# NGC 435
NGC 435 é uma galáxia espiral (Scd) localizada na direcção da constelação de Cetus. Possui uma declinação de +02° 04' 16" e uma ascensão recta de 1 horas, 13 minutos e 59,8 segundos.
A galáxia NGC 435 foi descoberta em 23 de Outubro de 1864 por Albert Marth.